# Elektra (Tochter des Atlas)
Elektra (altgriechisch Ἠλέκτρα Ēléktra) war eine Tochter des Atlas und der Pleione und somit eine der sieben Plejaden.
Durch Zeus wurde sie Mutter von Iasion, Dardanos und Harmonia. Nach Servius war Iasion jedoch der Sohn des italischen Königs Korythos.
Der Name Elektras ist auch mit dem Palladion verknüpft, dem in Troja verehrten Bildnis der Pallas Athene. Demnach wäre das Bildnis von Athene zusammen mit Elektra über Ilion von Zeus abgeworfen worden, wo Ilos einen Tempel dafür erbaute. Nach einem anderen Bericht hat Elektra das Palladion als Weihegeschenk nach Ilion gebracht.